# La posada
La posada fue una serie de televisión colombiana realizada por Producciones Tevecine, producida con la unidad móvil de Provideo, y emitida entre 1988 y 1992 por los canales públicos de la televisión colombiana. Contaba las historias de una señora típica bogotana de los años 60, que se ve obligada a convertir su casa en una posada para estudiantes, y le toca lidiar con todas las ocurrencias de Grace, Pocholo, Conchita, Francisco, la Nena, Pilarcita,  Guillermo, Milipico y el resto de vecinos. La historia se recrea en una casona antigua en el tradicional barrio chapinero de Bogotá.

## Elenco
- Pepe Sánchez - Pachito
- Vicky Hernández - Doña Martica
- Rafael Bohórquez - Memo
- Adriana Franco - Grace
- Sonia Arrubla - Pilarcita
- Carolina Sarmiento - Gilma Gil
- Ana María Arango
- Luly Bossa - La Nena Salcedo
- Yury Pérez - Pocholo
- Larry Guillermo Mejía - Milipico
- Horacio Tavera - Alexander
- Margalida Castro - La tía Margaret
- Alexandra Restrepo - Sobrina

## Personajes
- Grace: Es la empleada de servicio de La Posada, es divertida, testadura e imprudente. Tiene un noviazgo con Pocholo.
- Pocholo: Es un costeño que ayuda a Doña Conchita en la floristería, es coqueto y cómico. Tiene un noviazgo con Grace.
- Conchita: Es dueña de la floristería "Los Ángeles, California", es amiga de Grace y Martica, es la más decente y responsable de todos los personajes y está enamorada de Memo.
- Francisco de Paula "Pachito": Esposo de Martica.
- Martha Gutiérrez de Posada "Doña Martica": Dueña de la posada, señora típica bogotana de los años 60, chapada a la antigua, fiel a sus costumbres y tradiciones, de gran corazón.
- Guillermo "Memo": Sobrino de Martica, típico cachaco bogotano, siempre elegante y "supremamente decente", trabaja con la política.
- Maria del Rosario "La Nena Salcedo": Es una periodista barranquillera, que viene a la posada a pasar solo unos cuantos días mientras le entregan el apartamento que su papá le regaló, pero se tiene que quedar más tiempo ya que el apartamento es sobre planos; es alegre, divertida y alborota la posada.
- María del Pilar Reyes "Pilarcita": Es otra habitante de la posada, mojigata y recatada, buena estudiante y muy enamorada, se hace muy buena amiga de La Nena.
- Milipico: Es un niño de 8 años, listo para los negocios y muy inteligente, le debe su apodo a que en la cuadra todo lo cobra a mil y pico.

## Otros Personajes
- La tía Margaret: Protagonizado por Margalida Castro, luego de la salida de Vicky Hernández de la serie (para protagonizar a Amparo de Tuta en Romeo y Buseta, también de Tevecine). Margaret viene de los Estados Unidos para tomar el lugar de "Martica" en la serie, y cumple con el rol de ser la principal cabeza de la familia, conservando algunas características conservadoras al de su personaje antecesor. La tía Margaret se caracterizaba principalmente por tener un acento "gringo" fingido, en alusión a su lugar anterior de residencia.

- Datos: Q5967859